# Luce de Laigle
Pour les articles homonymes, voir Laigle (homonymie).
Luce de Laigle ou Lucie de Laigle, Lucie de L'Aigle ou Lucie de Sainte-Suzanne (° ? - x < 1177 - † > 1217). 

## Biographie
Luce ou Lucie, femme de Richard Ier de Beaumont, épousée après 1170, que Gilles Ménage et le Père Anselme donnent pour première épouse à son fils Raoul, est désignée par le généalogiste René de Quatrebarbes sous le nom de Luce de Quelaines, dame du dit lieu, d'Azé, de Ruillé, d'Entrammes et du Franc-Alleu de Villiers. Il ajoute qu'elle était issue par représentation de degrés de Rivalon de Quelaines, qui donna, en 1087, la moitié de l'église de Quelaines et la tierce partie des dîmes à dom Girard, abbé de Saint-Aubin, du consentement de Geoffroy et de Langan, ses frères.
Tout cela est chimérique. 
Les terres attribuées à Luce sont celles de Thibault de Mathefelon, son second mari. Le véritable nom de Luce, femme de Richard/Richer, est Luce de Laigle, Lucia de Aquila, ou Aquilana, qu'une dérivation forcée a fait traduire par Quelaines. Luce était, en effet, fille de Richer II, baron de Laigle, et de Béatrix.
Richard Ier de Beaumont était de la sorte doublement beau-frère de Richer III, qui avait épousé Odeline de Beaumont, fille de Roscelin de Beaumont et de N. de Crépon. Luce épousa en secondes noces, avant 1205, Thibault de Mathefelon, dont elle n'eut pas d'enfants ; demanda à être inhumée à Chalocé dont les Mathefelon étaient les bienfaiteurs ; fit un don à l'abbaye de la Trappe, avec le titre de vicomtesse de Sainte-Suzanne en 1208, et mourut, avant 1247, dame de Loiron. Les Chartreux du Parc d'Orques, où elle avait fondé le luminaire de la Nativité de la Sainte Vierge sur la voirie de Loué, célébraient son anniversaire.
Il y eut, de l'union de Richard et de Luce, au moins sept enfants :
1. Raoul VIII de Beaumont († 1238-1239), qui succéda à son père ;
2. Richard de Beaumont, † 1202, mort même avant son père, qui, d'après une charte de l'Abbaye de Marmoutier, citée par Dom Villevieille, aurait projeté la fondation de son anniversaire, et qui en laissa l'accomplissement à son fils[Note 1] ;
3. Geoffroy de Beaumont, qui, sur le point de partir pour Jérusalem, fit un don à l'abbaye de Tiron en 1241 ;
4. Guillaume de Beaumont, (° 1177[Note 2] - † 2 septembre 1240) évêque d'Angers de 1202 à 1240 ;
5. Ermengarde de Beaumont, († 12 février 1233), qui épousa le 5 septembre 1186 à Woodstock Guillaume Ier d'Écosse, roi d'Écosse ;
6. Constance de Beaumont († > 1226), qui épousa avant le 22 septembre 1199 Roger IV de Tosny, seigneur de Conches († > 29 décembre 1208), de l'illustre famille normande de Tosny ;
7. Pétronille ou Perronnelle, mariée vers 1180-1184 avec Alain Ier de Penthièvre-Avaugour'(°1151 - † 29 décembre 1212), fils d'Henri Ier d'Avaugour, comte de Penthièvre, et de Mahaut de Vendôme, comte de Tréguier et de Penthièvre, de Goëlo, de Guingamp et d'Avaugour.

```
Richard
 
I
er
 de Beaumont

x Luce de Laigle
│
└──> 
Raoul
 
VIII
 de Beaumont

│
└──> 
Guillaume de Beaumont
, évêque d'Angers
│    
└──> 
Ermengarde de Beaumont

│    x 
Guillaume
 
I
er
 d'Écosse

│   
└──> 
Constance de Beaumont

│    x 
Roger
 
IV
 de Tosny

│    
└──> Pétronille de Beaumont
│    x 
Alain
 
I
er
 de Penthièvre-Avaugour

│
```